# Aimé Sulpice Victor Pelletier
Pour les articles homonymes, voir Pelletier (homonymie).
Aimé Sulpice Victor Pelletier, baron de Montmarie, né le 14 novembre 1772 à Boury-en-Vexin (Oise) et mort le 2 novembre 1813 des suites des blessures reçues à la bataille de Wachau, est un général français du Premier Empire.

## Carrière
Aimé Sulpice Victor Pelletier naît le 14 novembre 1772 à Boury-en-Vexin et est baptisé le lendemain en l'église de la paroisse de Boury. Il est le fils d’Élie François Pelletier, fermier-receveur, et de son épouse, Marie-Madeleine Marie. Son frère aîné, Louis François Élie Pelletier de Montmarieest né un an plus tôt, le 12 mars 1771, et deviendra général d'Empire. 
Il entre en service le 2 septembre 1793, comme sous-lieutenant au 17e bataillon de réquisition de Paris, et il passe lieutenant le 21 novembre 1793. Le 9 avril 1794, il est incorporé comme simple cavalier au 3e régiment de dragons, et le 2 juillet il rejoint l'armée de Sambre-et-Meuse. Le 27 septembre 1794, il devient adjoint aux adjudants-généraux de l'armée du Nord, et il est nommé sous-lieutenant au 3e régiment de dragons le 30 juillet 1796. 
De 1796 à 1798, il sert aux armées d'Italie et d'Helvétie. le 19 mai 1798, il embarque pour participer à l'expédition d'Égypte, et il reçoit son brevet de lieutenant le 22 septembre 1799, celui de capitaine le 26 janvier 1800, et celui de chef d'escadrons à la suite du 3e dragons le 29 janvier 1801, commandant à cette date le corps des Mamelucks. Il devient chef d'escadrons titulaire le 24 avril 1802, au 19e régiment de dragons, et en 1803 et 1804, il est envoyé en Hanovre. Le 23 février 1804, il est élevé au grade de major dans le 9e régiment de chasseurs à cheval, et entre 1805 et 1809, il est affecté aux armées d'Italie et de Naples. 
Le 4 avril 1807, il est nommé colonel au 28e régiment de dragons, et en avril 1809, il sert au sein de la division de dragons du général Pully. Il est blessé d'un coup de sabre à la tête au passage du Piave le 8 mai 1809, et il est fait chevalier de la Couronne de fer le 30 mai 1809. Envoyé à l'armée d'Espagne en 1810, il est vainqueur des guérillas près de Cabeta fin mars 1811.

En mai 1812, il participe à la campagne de Russie au sein de la 3e division de cavalierie de la Grande Armée, et est blessé d'un coup de biscaïen au côté gauche à la bataille de la Moskowa le 7 septembre 1812. Il est promu général de brigade le 22 juillet 1813, il commande la 2e brigade de la 1re division de cavalerie de la réserve lorsqu'il a un pied emporté par un boulet le 16 octobre 1813 à la bataille de Wachau. Il meurt des suites de cette blessure le 2 novembre 1813.

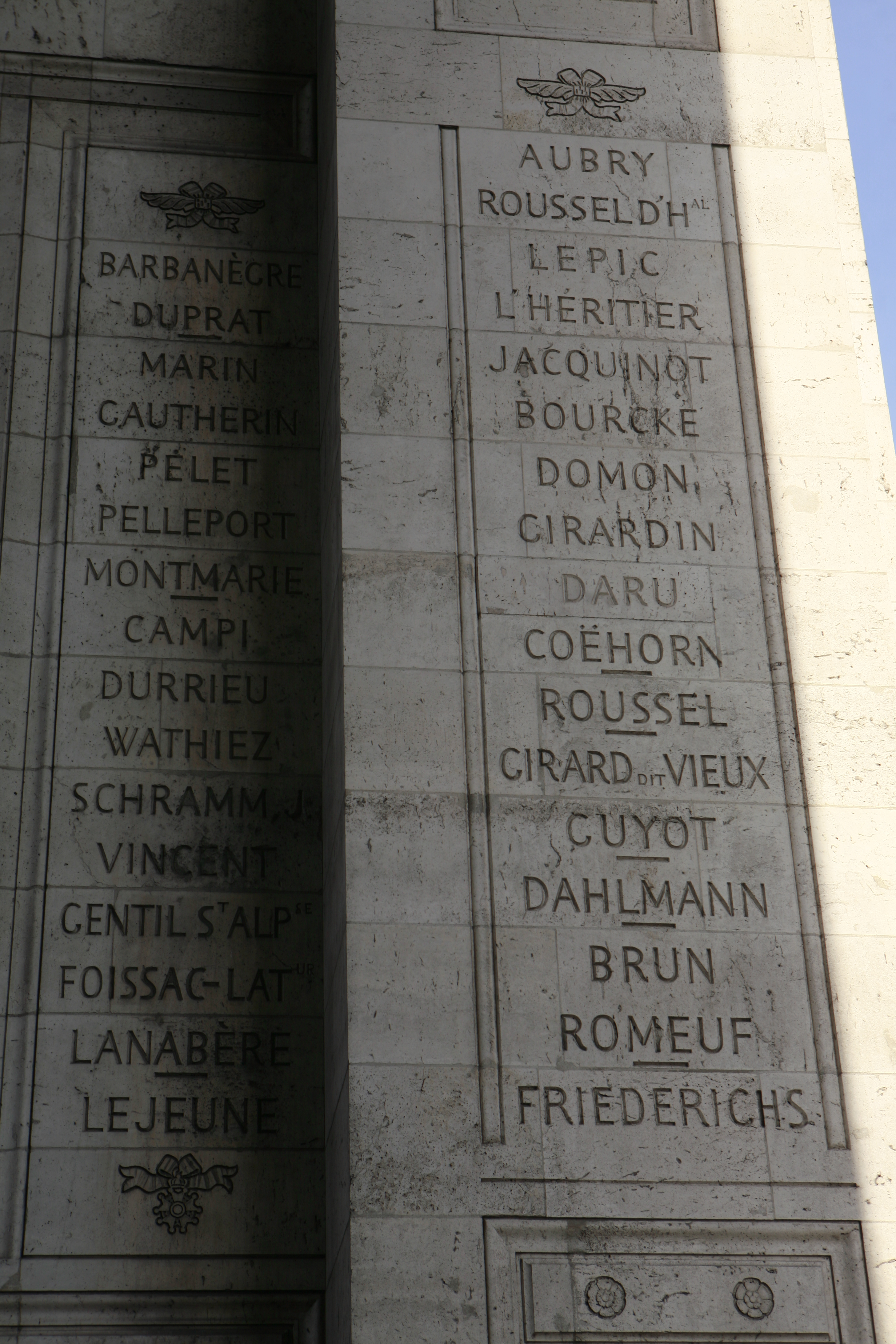
Noms gravés sous l'arc de triomphe de l'Étoile : pilier Est, 19e et 20e colonnes.

## Distinctions
Alors colonel, Aimé Pelletier est fait officier de la Légion d'honneur le 27 juillet 1809. Il était déjà membre de l'ordre depuis l'an XII.
Il est créé baron de l'Empire le 26 avril 1810.
Son nom est gravé sur l'Arc de triomphe de l'Étoile, côté est, 19e colonne.

## Sources
- « Cote LH/2087/30 », base Léonore, ministère français de la Culture